# おっさん☆スケボー
『おっさん☆スケボー』は、2012年の日本の短編映画。監督は新井健市。

## 概要
中学生時代からスケートボードを趣味としているほりかわひろきが原案となっている、2012年に制作された約5分間のスラップスティックコメディ映画。スケートボードを巡る2人の言い合いを中心に構成される。
2012年9月の西東京市民映画祭2012で初上映。その後、第11回中之島映画祭や第1回Kisssh-Kissssssh映画祭など各地の短編映画祭に出品され、福岡インディペンデント映画祭2013では5分ムービー部門のグランプリと主演男優賞を受賞し、いとうせいこうが総合プロデュースを務めるしたまちコメディ大賞2013では準グランプリを受賞、TBS DigiCon6にノミネートされるなどの実績を残した。日本国外では韓国・釜山（メイド・イン釜山独立映画祭2013）や、オーストラリア（ライダー映画祭）の映画祭でも上映が行われた。
監督の新井健市がニューシネマワークショップ（NCW）クリエイターコースのOBであることから、2013年7月にはケイズシネマ（新宿）で実施されたNCWの上映イベント「Movies-High13」制作部&OBプログラムでも上映されている。
2014年1月に監督の新井のYouTubeチャンネルにて、2015年12月に新井のアカウントからのニコニコ動画への投稿によって、本編が無料公開されている。
福岡インディペンデント映画祭で主演男優賞を受賞していることもあってか、約5分の短編作品でありながら2019年現在も本作品はほりかわの代表的な出演作として扱われている。

## ストーリー
若い男がスケボーの練習をしていると、突然おっさんが駆け寄り、そのスケボーを売ってくれと執拗に迫る。

## キャスト
- おっさん：ほりかわひろき
- 若い男：梶原拓人

## スタッフ
- 監督・脚本：新井健市
- 撮影・CG：篠原雄介
- 録音：池田淳
- 制作：石澤舞、吉田真由香
- 原作：ほりかわひろき
- Special Thanks：happy skate
- 企画：愛しあってる会（仮）

## 評価
映像作家の橘剛史は映画祭で本作品を鑑賞し、撮り方や編集といった表現手法に斬新さを感じ、内容も普通に面白いと称賛。ウェブ公開後もウェブ媒体に見合って、さくっと楽しめるとても視聴しやすいコンテンツだと評している。
したまちコメディ大賞ではみうらじゅんに絶賛されたとされ、本作をジャルジャルのコントにたとえている。オーストラリアのライダー映画祭（The Rider Film Festival）で本作品を鑑賞したプロスケートボーダーのスティーブ・キャバレロも絶賛したといわれる。

### 受賞
- 福岡インディペンデント映画祭2013
  - 5分ムービー部門 グランプリ
  - 主演男優賞（ほりかわひろき）
- したまちコメディ大賞2013 準グランプリ
- The Rider Film Festival 2014 3位入賞（オーストラリア）